# Bourse de Palestine
La bourse de Palestine (en anglais : Palestine exchange, PEX, en arabe : بورصة فلسطين, bursat filasteen) est la place boursière des territoires palestiniens, basée à Naplouse.

## Historique
Fondée en 1995 par la Palestine Development & Investment Company (PADICO), la bourse de Palestine a été l'une des premières bourse du Moyen-Orient à être entièrement automatisée. La première séance de marché a eu lieu le 18 février 1997 et les ordres de vente, de compensation et de dépôt sont gérés depuis cette date de manière électronique. En février 2010, la PADICO ouvre le capital de la bourse, afin de répondre à des besoins de transparence et de bonne gouvernance. La bourse opère sous le contrôle de l'autorité des marchés financiers palestinienne, la Palestinian Capital Market Authority.
Il existe en 2011 près d'une cinquantaine d'entreprises cotée en bourse à la bourse de Palestine.

## Organisation et fonctionnement
La bourse est ouverte tous les jours entre 9h45 et 13h00, du dimanche au jeudi, toutes les semaines. Elle reste fermée les vendredi, samedi, jours fériés et le dernier jour ouvrable de l'année fiscale. Une dizaine de sociétés d'intermédiation remplit les conditions pour pouvoir passer des ordres et sont autorisées à traiter les produits financiers disponibles sur le marché.